# Liste der Monuments historiques in Val de Virvée
Die Liste der Monuments historiques in Val de Virvée führt die Monuments historiques in der französischen Gemeinde Val de Virvée auf.

## Liste der Bauwerke
| Bezeichnung                  | Beschreibung              | Standort | Kennzeichnung | Schutzstatus | Datum   | Bild |                |
| ---------------------------- | ------------------------- | -------- | ------------- | ------------ | ------- | ---- | -------------- |
| Kirche Saint-Pierre-ès-Liens | Erbaut im 12. Jahrhundert | Espessas | (Lage)        | PA00083116   | Inscrit | 1925 | weitere Bilder |
| Kirche St-Pierre             | Erbaut im 12. Jahrhundert | Salignac | (Lage)        | PA00083826   | Inscrit | 2005 | weitere Bilder |

## Liste der Objekte
- Monuments historiques (Objekte) in Val de Virvée in der Base Palissy des französischen Kultusministeriums